# Белорусская улица (Киев)
Белорусская улица (укр. Білоруська вулиця) — улица в Шевченковском районе города Киева, местности Лукьяновка. Пролегает от Лукьяновской площади и после Древлянской улицы заканчивается тупиком.
К Белорусской улице примыкают улицы Дегтярёвская, Митрофана Довнар-Запольского и Древлянская.

## История
Улица возникла в 1940-х годах как улица без названия. Из-за проложенной здесь в 1946 году трамвайной линии № 4, улица обрела название 4-о трамвайного маршрута. С 1955 года носит современное название.

## Застройка
Застройка Белорусской улицы преимущественно представлена 5-этажными жилыми домами.
Здесь расположен памятный знак работникам Киевского ремонтно-эксплуатационного депо им В. И. Ленина, погибшим в Великой Отечественной войне. Также у дома № 3 расположена скульптура ботинок 92-о размера «Ботинки страхового агента, износившего в поисках клиентов» напротив компании заказчика Брокбизнес. Также, на стене дома № 22 установлен памятный знак белорусам погибшим за Украину.
Учрежденияː
- детская поликлиника Шевченковского района №4 (№ 11)
- киевский филиал Львовского банковского института НБУ, Оболенского Алексея Юрьевича(№ 17),
- институт последипломного образования и колледж Киевского национального университета технологии и дизайна (№ 22-24)